# 白子本町
白子本町（しろこほんまち）は三重県鈴鹿市の地名。近鉄名古屋線 白子駅の東口に当たる。

## 地理
鈴鹿市南東部に位置する。北は江島本町、南は白子一丁目、西は白子駅前に接する。

## 歴史
白子本町の成立以前の歴史については白子 (鈴鹿市)#歴史を参照。
1978年（昭和53年）11月1日にそれまでの白子町が分割された際に、白子本町として誕生した。

### 地名の由来
白子駅前にあり、白子の中心に当たることから命名された。「白子」の名は白貝・白魚が訛ったという説が有力視されている。

### 沿革
- 1889年（明治22年）4月1日 - 町村制施行により、奄芸郡（あんきぐん）白子町大字白子となる。
- 1896年（明治29年）3月29日 - 奄芸郡が河曲郡と合併したことにより河芸郡白子町大字白子となる。
- 1942年（昭和17年）12月1日 - 市町村合併により、鈴鹿市白子町となる。
- 1978年（昭和53年）11月1日 - 白子町が分割され、鈴鹿市白子本町となる。

### 町名の変遷
| 実施後   | 実施年月日                | 実施前                                                                        |
| -------- | ------------------------- | ----------------------------------------------------------------------------- |
| 白子本町 | 1978年（昭和53年）11月1日 | 白子町（字 境・栗真・長オサ・境後・寺地の一部） 江島町（字 江島・後端の一部） |

## 世帯数と人口
2019年（令和元年）6月30日現在の世帯数と人口は以下の通りである。
| 町丁     | 世帯数  | 人口  |
| -------- | ------- | ----- |
| 白子本町 | 343世帯 | 767人 |

### 人口の変遷
国勢調査による人口の推移。
| 1995年（平成7年）  | 940人 | [ 7 ]  |  |
| 2000年（平成12年） | 866人 | [ 8 ]  |  |
| 2005年（平成17年） | 809人 | [ 9 ]  |  |
| 2010年（平成22年） | 839人 | [ 10 ] |  |
| 2015年（平成27年） | 737人 | [ 11 ] |  |

### 世帯数の変遷
国勢調査による世帯数の推移。
| 1995年（平成7年）  | 311世帯 | [ 7 ]  |  |
| 2000年（平成12年） | 308世帯 | [ 8 ]  |  |
| 2005年（平成17年） | 309世帯 | [ 9 ]  |  |
| 2010年（平成22年） | 334世帯 | [ 10 ] |  |
| 2015年（平成27年） | 317世帯 | [ 11 ] |  |

## 学区
市立小・中学校に通う場合、学区は以下の通りとなる。
| 番・番地等 | 小学校             | 中学校               |
| ---------- | ------------------ | -------------------- |
| 全域       | 鈴鹿市立白子小学校 | 鈴鹿市立鼓ケ浦中学校 |

## 交通
鉄道
近鉄名古屋線 白子駅が最寄り駅。同駅の東口が白子本町、駅舎及び西口が白子駅前である。
バス
白子本町を通過する路線バスはない。最寄りのバス停は、隣接する白子駅前にある白子駅西。
道路
- 三重県道6号四日市楠鈴鹿線
- 三重県道551号白子停車場線
- 三重県道642号国府白子停車場線

## 施設

### 主な施設
- 近鉄名古屋線白子駅東口
- 株式会社まるかつ本社
- JA鈴鹿白子支店
- 鈴鹿白子本町郵便局
- 三十三銀行白子本町支店
- 伊勢型紙資料館
- 社会福祉法人あおい会 あおい保育園
- 学校法人ひかり学園 白子ひかり幼稚園

### 寺社
- 勝速日神社（かつはやひじんじゃ） - 寛永11年（1634年）に紀州藩の別邸や代官所などの開設に伴う「久留真神社」の移転時に対立した氏子の一部が近隣の複数の神社をまとめて創設した[13]。春季例大祭「屋台行事」で山車や獅子舞が出る[14]。鈴鹿サーキットのレース開催に合わせて2012年（平成24年）から[15]、鈴鹿8時間耐久ロードレース前に地元チームの壮行会や[13]、F1日本グランプリ (4輪)の際にはレース旗の柄などを描いた絵馬の販売を行い[13]、全国のレース好きが観戦時に立ち寄るようになった[15]。
- 終南山悟眞寺 - 浄土宗知恩院派の寺院。応永18年（1411年）開山[16]。江戸時代には徳川氏の手厚い保護を受け、発展した[16]。
- 龍源寺 - 臨済宗妙心寺派の寺院。
- 林昌寺 - 浄土真宗高田派の寺院。

## その他

### 日本郵便
- 郵便番号 : 510-0242[4]（集配局：白子郵便局[17]）。